# یواس‌اس ترینیتی (ای‌او-۱۳)
یواس‌اس ترینیتی (ای‌او-۱۳) (به انگلیسی: USS Trinity (AO-13)) یک کشتی بود. این کشتی در سال ۱۹۲۰ ساخته شد.